# Adriani Vastine
Pour les articles homonymes, voir Vastine.
Adriani Vastine est un boxeur français né le 2 juillet 1984 à Pont-Audemer dans le département de l'Eure en Normandie.
Il est le frère aîné du boxeur Alexis Vastine.

## Carrière sportive
Il obtient en 2005 une médaille d'or aux Jeux méditerranéens d'Almería en moins de 64 kg.
En 2011, il remporte la médaille de bronze aux championnats d'Europe amateur à Ankara en moins de 69 kg (poids welters).
Au niveau national, il est champion de France de boxe amateur dans la catégorie des poids super-légers entre 2005 et 2008 ; dans la catégorie des poids welters en 2009 et 2011 et dans la catégorie des poids moyens en 2016 devenant ainsi champion de France amateur dans 3 catégories différentes.